# Bodega Morales
La Bodega Morales es una bodega de la localidad de Almonacid de la Sierra (España), declarada Bien Catalogado del Patrimonio Cultural Aragonés. Está situada en la calle Virgen del Pilar y tiene una capacidad de almacenamiento de 1580 hectolitros. Su estado de conservación es bueno y mantiene los principales útiles tradicionales de vinificación. Dispone de dos zonas bien definidas: la subterránea excavada en el cerro o bodega cueva y la nave almacén o dependencia auxiliar al nivel de la calle.
La nave en superficie se organiza en dos niveles, ambos de planta rectangular, comunicados entre sí por una pequeñas escaleras. La habitación superior es utilizada para uso particular. La segunda dependencia presenta una altura de unos once metros en la cumbrera, descendiendo a seis en los laterales, la techumbre es a dos aguas, con vigas de madera y recubrimiento exterior de teja, la cubierta interior es de cañizo, las paredes son de adobe enlucidas. Alberga los tres lagares, cuya capacidad es de 750 hectolitros. A los lagares se vierte desde el exterior la uva para su primera fermentación «tumultuosa», y con ayuda de una garrucha o polea se sacaban los capazos con la pasta obtenida preparada para la prensa. Las paredes de los trujales son de ladrillo enfoscado con mortero de cemento, así como el suelo y las paredes interiores. Frente a ellos se ubica la maquinaria y útiles tradicionales del proceso de vinificación que son los siguientes: una gran prensa de madera de husillo del siglo XVI o XVII, dos prensas de uva de husillo de madera y hierro ya de principios del XX, dos envasadores piperos, dos coladores de hojalata, una bomba de trasiego manual de comienzos del siglo XX, una rana de volante también del siglo XX, un cubillo de madera para recoger el vino, once cubas de madera con zarcillos de hierro con una capacidad entre 30 y 70 hl y 20 toneles de unos dos hl cada uno.
La cueva o cava, que presenta un acceso por escalera de piedra de nueve metros de largo por 1,20 metros de ancho, se cubre con bóveda. El trazado interior, con una largura de 26 metros, no es recto, presentando un quiebro casi de ángulo recto, que atraviesa por el subsuelo hasta la calle Obradores Altos. Está excavada en la tierra y sus paredes aparecen sin revoco tan solo con tierra apisonada y mampuesto de piedra pequeña muy desigual, su bóveda se sostiene mediante arcos fajones de ladrillo. Allí se ubican las impresionantes cubas de 130 hectolitros cada una, otras dos de 40, una de 30 y otra de 20 Hectolitros. La galería subterránea alberga también cuatro pilas de 400 hectolitros de capacidad, desde un canillero se da salida al mosto de vino que vierte desde el lagar superior.